# Distrito Municipal de Eden
Eden es un distrito municipal de Sudáfrica en la provincia del Cabo Occidental.
Comprende una superficie de 23,323 km².
El centro administrativo es la ciudad de George.

## Geografía
El distrito de Eden se extiende sobre una superficie de 23.331km² en la parte sureste de la provincia Occidental del Cabo, incluyendo las regiones conocidas como Garden Route y Little Karoo.
Está dividido en siete municipios locales, que se describen en la siguiente tabla:
| Nombre     | Capital         | Población (2011) | Superficie (km²) | Densidad (inhabitants/km²) |
| ---------- | --------------- | ---------------- | ---------------- | -------------------------- |
| Kannaland  | Ladismith       | 24.767           | 4.758            | 5,2                        |
| Hessequa   | Riversdale      | 52.642           | 5.733            | 9,2                        |
| Mossel Bay | Mosselbaai      | 89.430           | 2.011            | 44,5                       |
| George     | George          | 193,672          | 5.191            | 37,3                       |
| Oudtshoorn | Oudtshoorn      | 95.933           | 3.537            | 27,1                       |
| Bitou      | Plettenberg Bay | 49.162           | 992              | 49,6                       |
| Knysna     | Knysna          | 68.659           | 1,109            | 61,9                       |
| Total      | Total           | 574.265          | 23.331           | 24,6                       |

## Demografía
Según datos oficiales, contaba con una población total de 513 307 habitantes.Una persona notable de Sedgefield, Cabo Occidental del Distrito del Eden del Municipio de George (Sudáfrica), es Demi-Leigh Nel-Peters, modelo sudafricana y ganadora de los títulos de Miss Sudáfrica 2017 y Miss Universo 2017. En el municipio de George (Sudáfrica), Demi-Leigh Nel-Peters fue la alcalde menor cuando tenía 17 años.